# Germanizacija
Germanizacija označava nametanje njemačkog jezika i kulture ne-germanskim narodima. To je bilo središnje načelo njemačkog konzervativnog mišljenja u 19. i 20. stoljeću, u razdoblju kada su konzervativizam i etnonacionalizam išli ruku pod ruku.

## Lingvističko poimanje
U lingvistici germanizacijom se smatra i kada je riječ s njemačkog jezika usvojena u nekom stranom jeziku (u tu svrhu njemački jezik ima posebnu riječ Eindeutschung za razliku od općeg prijevoda Germanisierung), pa se pojam germanizacija može odnositi na prilagodbu riječi njemačkom jeziku, ali i preimenovanju ulica i trgova, diskriminaciju ne-njemačkih stanovnika, i druge procese koji imaju za cilj germanizirati pučanstvo.

## Politika
Politikom država poput Austrije, Njemačkog carstva, nacističke Njemačke ali i Teutonskog viteškog reda, ne-Nijemcima je često bilo zabranjeno koristiti svoj materinski jezik te su njihove tradicije i kulture bile potiskivane. Pored toga su kolonisti i doseljenici korišteni za uspostavljanje ravnoteže stanovništva. Tijekom nacističke ere germanizacija se pretvorila u politiku etničkog čišćenja, a kasnije i u genocid nekih ne-njemačkih etničkih skupina.

## Povijesni razvoj
- oko 962. (narančasto)
- Njemački jezik 1910. (svijetlo zeleno)
- Njemački jezik 2010.
- Zakonski status njemačkog jezika u Europi.